# Rhaphidophora mima
Rhaphidophora mima är en kallaväxtart som beskrevs av Peter Charles Boyce. Rhaphidophora mima ingår i släktet Rhaphidophora och familjen kallaväxter. Inga underarter finns listade.